# Autonome Sozialistische Sowjetrepublik der Krim

Flagge der ASSR Krim

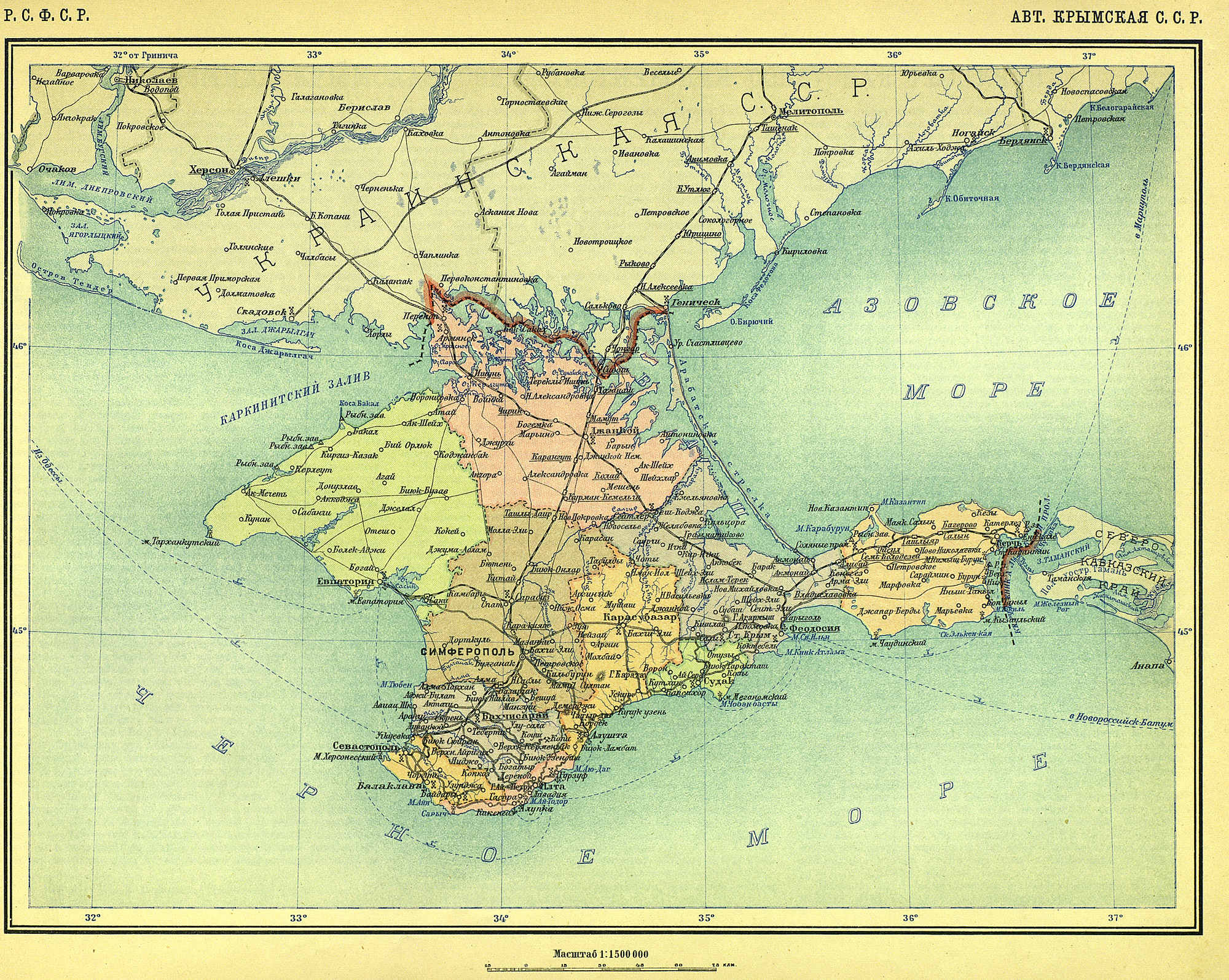
Historische Karte der ASSR der Krim aus dem Jahr 1928

Die Autonome Sozialistische Sowjetrepublik der Krim (krimtatarisch Qırım Muhtar Sotsialist Sovet Cumhuriyeti, offiziell Qrьm Avtonomjalь Sovet Sotsialist Respuвlikasь; russisch Крымская Автономная Социалистическая Советская Республика Krymskaja Awtonomnaja Sozialistitscheskaja Sowetskaja Respublika) wurde am 18. Oktober 1921 als Autonome Sozialistische Sowjetrepublik der Russischen Sozialistischen Föderativen Sowjetrepublik innerhalb der Halbinsel Krim kreiert und bestand bis 1945 und noch einmal von 1991 bis 1992 innerhalb der Ukrainischen SSR bzw. der Ukraine.

## Geschichte
Die ASSR der Krim ging aus dem Gouvernement Taurien hervor, das am 18. Oktober 1921 aufgelöst wurde.
Zuvor hatte auf der Krim und in einem nördlich angrenzenden Gebiet bereits die unabhängige Volksrepublik Krim bestanden, ein kurzlebiger säkular-muslimischer Staat, der seine Unabhängigkeit nur von Dezember 1917 bis Januar 1918 wahren konnte, bevor er durch Sowjetrussland zerschlagen wurde.
Die Hauptstadt war Simferopol. Amtliche Sprachen waren Krimtatarisch und Russisch. Grob gesagt bestand die Bevölkerung etwa zur Hälfte aus Angehörigen slawischer Völker, zu einem Viertel aus Krimtataren und zu je einem Achtel aus Juden und Deutschen.
Am 5. Dezember 1936 wurde die Republik durch den VIII. Außerordentlichen Kongress der Sowjets der UdSSR in die Autonome Sowjetsozialistische Republik Krim umbenannt.
Ein signifikanter Teil der Bevölkerung waren Krimtataren, die während des Zweiten Weltkrieges ihres Eigentums beraubt und deren Bürgerrechte entzogen wurden. Im Jahre 1944 schließlich wurden sie auf Anordnung des sowjetischen Diktators Stalin nach Zentralasien zwangsdeportiert. Ihre verfassungsmäßigen Rechte wurden erst im Jahre 1967 wiederhergestellt. Viele von ihnen konnten bis zu den letzten Tagen der Sowjetunion nicht mehr heimkehren.

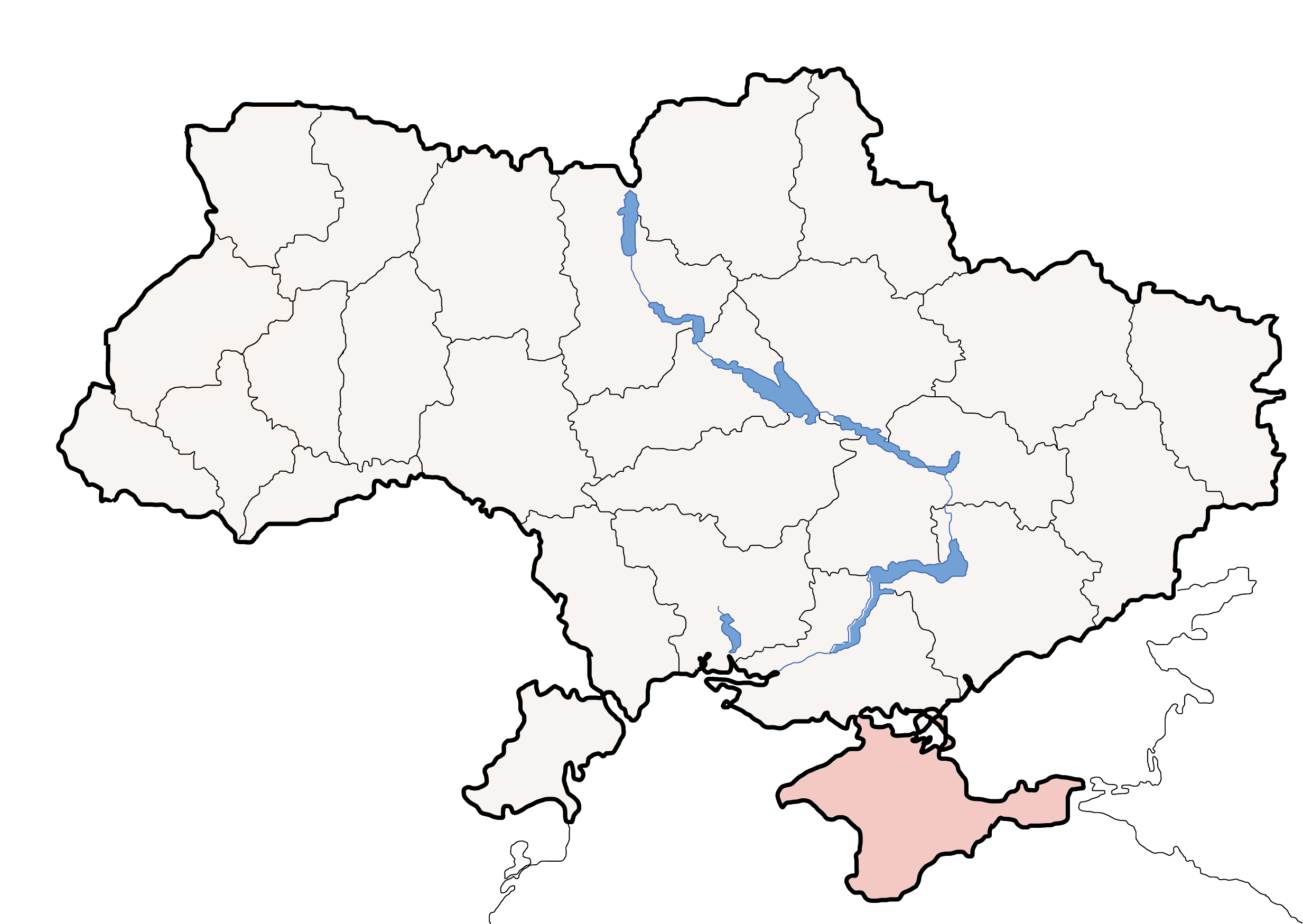
Gebiet der ASSR Krim innerhalb der Ukraine (1991)

Am 30. Juni 1945 wurde die autonome Republik durch das Dekret sowohl des Präsidiums des Obersten Sowjets der UdSSR als auch des Obersten Sowjets der RSFSR – veröffentlicht am 26. Mai 1946 – aufgelöst und in die Oblast Krim der RSFSR umgewandelt. Am 29. Oktober 1948 wurde die Stadt Sewastopol aus der Oblast ausgegliedert und zur republikunmittelbaren Stadt erhoben. Die Oblast wurde im Jahre 1954 in die Ukrainische Sozialistische Sowjetrepublik eingegliedert.
Nach einem Referendum am 20. Januar 1991, bei dem sich über 93 Prozent der Einwohner der Krim für die Wiedererrichtung der Autonomen Sozialistischen Sowjetrepublik Krim ausgesprochen hatten, wurde sie am 12. Februar 1991 vom Obersten Sowjet der Ukrainischen SSR wieder errichtet und nach dem im selben Jahr stattfindenden Referendum über die Unabhängigkeit der Ukraine Teil der unabhängigen Ukraine.

## Bevölkerungsstatistiken

### Statistik 1923/25
Die offizielle Bevölkerungsstatistik des Jahres 1923/25 unterschied folgende Nationalitäten (Russen, Ukrainer und Weißrussen wurden zusammengezählt).
|          | Russen, Ukrainer, Weißrussen | Tataren        | Juden         | Deutsche      | Griechen     | Armenier     | Karaiten    | Bulgaren     | Sonstige     |
| -------- | ---------------------------- | -------------- | ------------- | ------------- | ------------ | ------------ | ----------- | ------------ | ------------ |
| Städte   | 161,3                        | 30,2           | 38,7          | 3,7           | 12,5         | 7,2          | 4,3         | 1,3          | 7,9          |
| Land     | 160,3                        | 134,0          | 1,3           | 34,4          | 8,7          | 3,4          | 0,1         | 9,3          | 5,8          |
| Zusammen | 321,6 (51,5 %)               | 164,2 (26,3 %) | 40,0 (12,4 %) | 38,1 (11,8 %) | 21,2 (3,4 %) | 10,6 (1,7 %) | 4,4 (0,7 %) | 10,6 (1,7 %) | 13,7 (2,2 %) |

### Statistik 1939
|          | Russen            | Tataren           | Ukrainer          | Juden           | Deutsche        | Griechen        | Bulgaren        | Armenier        | Sonstige        |
| -------- | ----------------- | ----------------- | ----------------- | --------------- | --------------- | --------------- | --------------- | --------------- | --------------- |
| Zusammen | 558.481 (49,58 %) | 218.879 (19,43 %) | 154.123 (13,68 %) | 65.452 (5,81 %) | 51.299 (4,55 %) | 20.652 (1,83 %) | 15.344 (1,36 %) | 12.923 (1,15 %) | 29.276 (2,60 %) |